# Carlos Gallardo (actor)
Carlos Gallardo (Ciudad Acuña, 22 de junio de 1966) es un actor, guionista, productor y cineasta mexicano, reconocido principalmente por sus constantes colaboraciones con el director Robert Rodríguez.

## Biografía
Gallardo nació en Ciudad Acuña, Coahuila en 1966. Después de algunas apariciones menores, en 1992 obtuvo reconocimiento internacional al protagonizar El Mariachi (1992), película de Robert Rodríguez de bajo presupuesto. Tres años después apareció en una nueva producción de Rodriguez, la secuela de El mariachi titulada Desperado. Allí interpretó un pequeño papel como Campa, amigo personal del personaje de Antonio Banderas, quien retomaba el papel que Gallardo había desempeñado en la cinta anterior.
En 2003 coprodujo Once Upon a Time in Mexico, secuela de Desperado. Un año después fungió como productor de la telenovela colombiana Me amarás bajo la lluvia. A partir de entonces ha registrado apariciones en producciones cinematográficas como Bandido, Grindhouse, Planet Terror y Redcon-1.

## Filmografía
| Año  | Título                 | Papel            | Notas        |
| ---- | ---------------------- | ---------------- | ------------ |
| 1985 | De veras me atrapaste  | Conductor        |              |
| 1992 | El Mariachi            | El Mariachi      |              |
| 1995 | Desperado              | Campa            |              |
| 1996 | Escape from L.A.       |                  |              |
| 1998 | Single Action          | Amigo            |              |
| 1998 | Bravo                  | Carlos Bravo     |              |
| 1999 | Eastside               | Luis             |              |
| 2004 | Bandido                | Max Cruz         |              |
| 2005 | Curandero              | Carlos           |              |
| 2007 | Grindhouse             | Carlos           | 1 segmento   |
| 2007 | Planet Terror          | Carlos           |              |
| 2009 | Dead Hooker in a Trunk | Dios             |              |
| 2009 | Jazzed Up Hoodlums     | Darby            |              |
| 2011 | The Price              | Ceferino         |              |
| 2013 | Agent 88               | Carlos           | Cortometraje |
| 2013 | Payday                 | Don Elías        | 1 episodio   |
| 2017 | Starwatch              | Roberto Sabala   |              |
| 2018 | Redcon-1               | Frederick Reeves |              |
| 2019 | Red 11                 | Camacho          |              |